# Alfredo de La Fé
Pour les articles homonymes, voir La Fé.
Alfredo de La Fé est un violoniste et musicien cubain de salsa né le 7 février 1954 à La Havane.
En 1965, il émigre à New York. Il joue Mendelssohn et Tchaïkovski au Carnegie Hall et sort diplômé de la Julliard School.
Il reçoit le Prix du meilleur violoniste de 1977 à 1981 décerné par la revue Latín N.Y. 
Il a accompagné les plus grands : José Fajardo (1966), Eddie Palmieri (1972), Santana (1976), Típica 73 (1977), Eddie Palmieri (1991), Fania All Stars (1997, 2003), Papo Lucca y La Cuban Jazz All Stars, Cheo Feliciano (1999), Celia Cruz (2000, 2003), Pavarotti & friends (2001),  New York Salsa All Stars (José Alberto "El Canario", Giovanni Hidalgo, Dave Valentin, Jimmy Bosch), etc. 
Son répertoire comprend entre autres : Historia de dos salseros, un hommage à Richie Ray et Bobby Cruz, 
Acuyuyé (reprise de Johnny Pacheco); etc.
Sur le titre Que manera, il électrise son violon...
En 1983, il s'est installé en Colombie.
Alfredo de La Fé participe en 2001 au World Music Festiv'Alpe de Château-d'Œx dans le canton de Vaud en Suisse romande.

## Discographie
- 1979 : "Alfredo"
- 1980 : "Alfredo De La Fé y la charanga 1980"
- 1981 : "Para África con amor"
- 1982 : "Triunfo"
- 1984 : "Made in Colombia"
- 1985 : "Alfredo De La Fé Vallenato"
- 1990 : "Salsa"
- 1990 : "Los violines de Alfredo De La Fé"
- 1992 : "Los violines de Alfredo De La Fé vol. 2: Sentir de Cuba".
- 1993 : "Con toda la salsa Alfredo De La Fé"
- 2000 : "Latitudes"
- 2006 : "Alfredo De La Fé y Fruko (La Llave de Oro)"